# 沃夫359
沃夫359（Wolf 359）是一顆小且昏暗的M型紅矮星，位於獅子座內，鄰近黃道，與地球的距離只有大約7.8光年。沃夫359非常暗淡，它的視星等是13.5等，需要大望遠鏡才能看見，是目前已知离太阳系第五近的恒星，只有南门二三合星系统和巴納德星比它更靠近地球。
沃夫359的別名有CN Leonis、CN Leo、GJ 406、G 045-020、LTT 12923、LFT 750、LHS 36、GCTP 2553。

## 性質
這顆恆星的自行在1917年首度被德國天文學家馬克斯·沃夫測量出來，並在他的星表中編為359號星。在1919年，他發表了超過一千顆有高自行運動的恆星星表，包括沃夫359，這顆恆星自此就被如此稱呼了。1928年，威爾遜山天文台首度測量出沃夫359的視差，並且提出了報告，期數值為0.409 ± 0.009″，光譜類型為dM4e。在1944年發現VB 10之前，他一直都是質量最低、光度最暗的恆星。距離它最近的鄰居是羅斯128，兩者相距1.16秒差距(或是3.79光年)。
這是一顆紅矮星，光譜類型為M6.5，但是有些不同的來源會將它的光譜歸類為M5.5、M6或M8。沃夫359外圍的大氣層溫度很低，可以出現FeH、CrH、H2O等分子的光譜，可能還有TiO和CaOH。在2001年，它成為除了太陽之外，唯一由地基天文台觀測到星冕光譜的恆星。
這顆恆星在赤道的投影的自轉速度低於3公里/秒；低於檢測到的譜線致寬的數值之下。如此低的自轉速度被認為是磁-熱恆星風造成恆星角動量流失所導致的。在時間尺度上，一顆恆星維持光譜類型為M6的時間大約是100億年，因為像這樣一顆有著完全對流的恆星有著相對較慢的自轉機制。這顆恆星的空間速度顯示它是老的銀盤恆星，但是恆星演化模型指出這是顆較為年輕的恆星，年齡不會超過10億年。
它的分類屬於鯨魚座UV型的閃光星，並且有很高的閃焰發生率。它的變星標識是獅子座CN。使用哈伯太空望遠鏡的觀測，在2小時的週期內觀測到32次的閃焰事件，釋放出的能量達到1027 爾格（1020 焦耳），甚至更高。它的平均磁場強度大約為2.2 kG（0.22 teslas），但是在6個小時內就會有很大的變化。相較之下，太陽的磁場平均是1 高斯（100 µT），但是在太陽黑子活動的地區可以達到3 kG (0.3 T)。
哈伯太空望遠鏡對這顆恆星的研究未能發現伴星，但是這不能排除有低於望遠鏡偵測能力之下質量的伴星存在（像是軌道很接近母恆星的行星），所以還是可能有很小的行星。沒有發現過量的紅外線輻射，顯示這顆恆星缺乏環繞著的表岩屑。

## 外部連結
- The Encyclopedia of Astrobiology, Astronomy, and Spaceflight （页面存档备份，存于）
- Reiners, Ansgar. . The Smithsonian/NASA Astrophysics Data System.   [2009-04-15].